# Joseph Martin Kleber
Joseph Martin Kleber, ab 24. Mai 1813 Joseph Martin von Kleber (* 1753 in Pfreimd; † 21. April 1816 in München) war ein deutscher Jurist.

## Leben
Joseph Martin Kleber erhielt dank der Unterstützung seines älteren Bruders eine Studienausbildung. 
Nach Beendigung des Studiums erwarb er mehrere Jahre lang bei den damaligen Landesgerichten praktische Erfahrungen und begründete 1781 als Hofgerichts-Advokat seine bürgerliche Existenz.  
1784 übertrug ihm Freiherr Johann Nepomuk von Berchem (1758–1820) aus Niedertraubling die Ausführung der Rechtsgeschäfte sowie die Verwaltung der Hofmark Pasing an der Würm. Im Laufe der Zeit war er für mehrere angesehene Familien tätig, unter anderem auch für den Staats- und Konferenzminister Graf von Tattenbach und 1792 wurde er, nach dem Tod von König Leopold II., zum Agenten beim Reichsvikariatsgericht in München ernannt. Am 19. August 1793 wurde er zum Fiskalrat bei der Hofkammer in München und am 30. Dezember 1796 zum Wirklichen Hofkammerrat ernannt.
Nachdem König Maximilian I. Joseph am 8. Mai 1799 die bayerische Generallandesdirektion in München errichtet hatte, wurde Joseph Martin Kleber als einer der ersten Räte Mitglied bei der staatsrechtlichen Deputation, die auch die fiskalischen Geschäfte verwaltete.
Nach dem Tod des Geheimrats Karl Albrecht von Aretin (1741–1802) wurde ihm, gemeinschaftlich mit dem Grafen Philipp von Arco (1775–1805), die Verwaltung der Lehensgeschäfte übertragen; im darauffolgenden Jahr erhielt Joseph Martin Kleber die alleinige Verwaltung der Geschäfte. 
Nachdem der König vom Prinzen Georg von Hessen-Darmstadt Herrschaften in Südpreußen und Schlesien erworben hatte, erhielt Joseph Martin Kleber, den Auftrag diese zu verwalten. 
Am 25. August 1808 wurde er erster Rat der Lehen- und Hoheitssektion beim Ministerium der auswärtigen Angelegenheiten und erhielt den Rang und Titel eines Legationsrates; als solcher wurde er 1812 Mitglied der Zentralprüfungskommission für die Rechtskandidaten, die sich um eine Einstellung in den Staatsdienst bewarben. 
Joseph Martin Kleber war zweimal verheiratet, hatten zwar aus beiden Ehen drei Kinder, die jedoch bereits im Kindesalter starben. 

## Auszeichnungen und Ehrungen
- Am 19. Mai 1808 wurde Joseph Martin Kleber zum Ritter des Zivil-Verdienstordens der bayerischen Krone ernannt.
- Er wurde am 24. Mai 1813 in den Adelsstand erhoben.

## Schriften (Auswahl)
- Joseph Martin Kleber; Johann Michael Mettenleiter: Laudemial-Mißbräuche in Baiern: oder Mittel, dem durch Krieg erarmten Landmann nach und nach wieder aufzuhelfen. Leipzig 1801.